# Metakatalog
Metakatalog – usługa zapewniająca przepływ danych między jednym lub więcej serwerem usług katalogowych i baz danych w celu synchronizacji danych. Jest ważną częścią systemów zarządzania tożsamością. Synchronizowane dane to zwykle profile użytkowników i informacje o polisach i autoryzacji. Większość implementacji metakatalogu synchronizuje dane do minimum jednego serwera usług katalogowych by zapewnić aplikacjom działającym w oparciu o katalogi, takim jak pojedyncze logowanie, dostęp do bieżących danych nawet jeśli źródłowe dane nie znajdują się w katalogu.
Implementacje metakatalogu wspierają filtrowanie i przetwarzanie danych podczas synchronizacji.
Większość komercyjnych systemów zarządzania tożsamością zawiera metakatalog lub usługę zarządzania uprawnieniami użytkowników.